# Next Generation ATP Finals
Le Next Generation ATP Finals (ufficialmente Next Gen ATP Finals presented by NEOM per ragioni di sponsor) sono un torneo annuale di tennis al quale prendono parte i migliori otto giovani Under-20 (Under-21 fino al 2023 compreso) della stagione ATP Tour, sul modello delle ATP Finals. Fondato nel 2017, non assegna punti per la classifica mondiale e le partite sono disputate con regole e sistema di punteggio differenti rispetto al normale circuito. Il torneo prevede una fase a gironi e una fase successiva con semifinali e finale (fino al 2018 anche per il terzo posto).

## Storia
Il 19 novembre 2016 l'ATP ha annunciato la creazione di un nuovo torneo ATP dedicato ai migliori giovani Under-21 del circuito tennistico. Le prime cinque edizioni del torneo giovanile, organizzate dalla Federazione Italiana Tennis in associazione con il Comitato olimpico nazionale italiano, si svolgono a Milano (le prime due nei padiglioni di Fieramilano a Rho, le rimanenti tre al Palalido). Il 24 agosto 2023 viene assegnato ufficialmente il bando all'Arabia Saudita, che con la città di Gedda si è aggiudicata le edizioni dal 2023 al 2027. A fine 2023 viene annunciato un cambio sul criterio di partecipazione al torneo, abbassando il limite d'età a 20 anni.

## Formato
All'evento prendono parte i migliori sette Under-20 della classifica mondiale più un giocatore ammesso grazie a una wild card. Il torneo si snoda su cinque giorni e la formula prevede due gironi da quattro giocatori seguiti da semifinali e finale. Prima della finale si disputa anche un incontro valido per il terzo posto al quale partecipano i due tennisti sconfitti nelle semifinali. Il torneo non assegna punti validi per il ranking ATP.

## Regolamento
Il torneo prevede il seguente regolamento per gli incontri disputati:
- Set da quattro game (con tie-break sul 3-3)
- Partite al meglio dei cinque set
- Sul punteggio di 40-40 si gioca il "killer point" (il giocatore al servizio sceglie il lato da cui servire)
- Sparisce la regola del let sul servizio

- Warm-up pre-partita ridotto
- Utilizzo dello "shot clock" (dal 2022 viene ridotto da 25 a 15 secondi)
- Limite di un Medical Time Out a match per ogni giocatore
- Possibilità di coaching

Un'altra novità è l'assenza dei giudici di linea, sostituiti da un Hawk-Eye Live.

## Impianti
| Località | Anni      | Superficie     | Stadio                                | Capacità |
| -------- | --------- | -------------- | ------------------------------------- | -------- |
| Rho (MI) | 2017–2018 | Cemento indoor | Fieramilano                           | 4.500    |
| Milano   | 2019–2022 | Cemento indoor | PalaLido                              | 5.347    |
| Gedda    | 2023–2027 | Cemento indoor | Stadio Città dello sport Re Abd Allah | 62.241   |

## Albo d'oro
| Anno | Vincitore          | Finalista       | Punteggio                     | Età vincitore              |
| ---- | ------------------ | --------------- | ----------------------------- | -------------------------- |
| 2017 | Chung Hyeon        | Andrej Rublëv   | 3(5)–4, 4–3(2), 4–2, 4–2      | 21 anni, 5 mesi, 23 giorni |
| 2018 | Stefanos Tsitsipas | Alex de Minaur  | 2–4, 4–1, 4–3(3), 4–3(3)      | 20 anni, 2 mesi, 29 giorni |
| 2019 | Jannik Sinner      | Alex de Minaur  | 4–2, 4–1, 4–2                 | 18 anni, 2 mesi, 24 giorni |
| 2020 | Non disputato      | Non disputato   | Non disputato                 | Non disputato              |
| 2021 | Carlos Alcaraz     | Sebastian Korda | 4–3(5), 4–2, 4–2              | 18 anni, 6 mesi, 8 giorni  |
| 2022 | Brandon Nakashima  | Jiří Lehečka    | 4–3(5), 4–3(6), 4–2           | 21 anni, 3 mesi, 9 giorni  |
| 2023 | Hamad Međedović    | Arthur Fils     | 3(6)–4, 4–1, 4–2, 3(9)–4, 4–1 | 20 anni, 4 mesi, 14 giorni |
| 2024 | João Fonseca       | Learner Tien    | 2–4, 4–3(8), 4–0, 4–2         | 18 anni, 4 mesi, 1 giorno  |